# Dariusz Kubicki
Dariusz Jan Kubicki (ur. 6 czerwca 1963 w Kożuchowie) – polski trener piłkarski, piłkarz oraz reprezentant Polski.

## Kariera zawodnicza
Piłkarską karierę rozpoczynał w 1976 roku, w Meblarzu Nowe Miasteczko. Po kilku latach trafił do Lechii Zielona Góra, skąd przeniósł się do Stali Mielec. Tam zadebiutował w pierwszej lidze, a także w Pucharze UEFA przeciwko KSC Lokeren. Jego drużyna odpadła jednak z dalszych rozgrywek po remisie 1:1 w Mielcu i 0:0 na wyjeździe.
W 1981 roku Kubicki osiągnął znaczny sukces – wraz z reprezentacją Polski do lat 18 zdobył tytuł Wicemistrzów Europy. Już rok później trafił do dorosłej reprezentacji Polski w piłce nożnej i zadebiutował w wygranym przez Biało-Czerwonych spotkaniu z Francją 4:0. W przyszłości rozegrał jeszcze 36 spotkań w reprezentacyjnym trykocie, m.in. – już jako piłkarz Legii Warszawa – podczas Mistrzostw Świata w Meksyku, w 1986 roku.
W roku 1989 i 1990 zdobył ze stołeczną drużyną Puchar Polski, a w 1989 także Superpuchar Polski. Rok później, w 1991 dotarł do półfinału Pucharu Zdobywców Pucharów.
Wkrótce później udał się do Anglii, gdzie grał w Aston Villa, Sunderlandzie, Wolverhampton Wanderers, Tranmere Rovers, Carlisle United i kończył karierę w Darlington.

## Kariera trenerska
Koniec kariery zawodniczej był jednocześnie początkiem pracy trenerskiej – latem 1999 roku został dość niespodziewanie I trenerem warszawskiej Legii. Z tej funkcji został zwolniony jeszcze we wrześniu tego samego roku, z uwagi na niesatysfakcjonujące wyniki drużyny. Kubicki został jednak w klubie z Łazienkowskiej 3 i objął drużynę rezerw, z którą wygrał rozgrywki ówczesnej III ligi. Niedługo po przyjściu do Legii Dragomira Okuki, Kubicki został drugim trenerem Legii, zdobywając z „Wojskowymi” Mistrzostwo Polski oraz Puchar Ligi w 2002 roku. Po zakończeniu współpracy z Okuką, Kubicki dostał swoją drugą szansę w roli pierwszego trenera Legii, co zaowocowało osiągniętym w dobrym stylu wicemistrzostwem Polski i awansem do Finału Pucharu Polski w 2004 roku.
Z funkcji I trenera „Wojskowych” Kubicki został zwolniony przez koncern ITI 1 października 2004 roku, czyli dzień po odpadnięciu z rywalizacji o Puchar UEFA w dwumeczu z Austrią Wiedeń, późniejszym ćwierćfinalistą tamtej edycji rozgrywek. W Ekstraklasie, w momencie zwolnienia trenera, drużyna Legii miała na koncie 4 zwycięstwa, 2 remisy i 0 porażek.
W czerwcu 2005 roku Dariusz Kubicki został trenerem lokalnego rywala, warszawskiej Polonii, od listopada 2005 do 16 sierpnia 2006 był trenerem łęczyńskiego Górnika. Od 30 sierpnia 2007 do 22 lipca 2008 był trenerem gdańskiej Lechii, z którą 18 maja 2008 awansował, na dwie kolejki przed zakończeniem rozgrywek, do ekstraklasy.
4 października 2007 został zatrzymany przez Centralne Biuro Antykorupcyjne w tzw. „sprawie COS”. 22 lipca 2008 zarząd Lechii Gdańsk zawiesił Dariusza Kubickiego w prawach trenera pierwszego zespołu seniorów, ponieważ szkoleniowiec odmówił podpisania specjalnego oświadczenia antykorupcyjnego.
Dariusz Kubicki wchodzi w skład Rady Trenerów przy Polskim Związku Piłki Nożnej. Od września 2008 do czerwca 2009 był trenerem Znicza Pruszków, od czerwca do października 2009 był trenerem Wisły Płock, a od kwietnia do września 2010 był trenerem Dolcanu Ząbki. Od grudnia 2011 roku do kwietnia 2012 pełnił funkcję drugiego trenera w drugoligowej drużynie Sibir Nowosybirsk. Po zwolnieniu pierwszego trenera, Alexa Millera, prowadził Sibir do końca sezonu. Od 4 stycznia do 20 marca 2013 był trenerem Podbeskidzia Bielsko-Biała. 21 marca 2013 ponownie został szkoleniowcem Sibiru Nowosybirsk. Kontrakt z Sibirem został rozwiązany za porozumieniem stron 11 października 2013. 6 stycznia 2014 roku został trenerem pierwszoligowej Olimpii Grudziądz. 04.05.2015 ponownie został szkoleniowcem Podbeskidzia Bielsko-Biała. W dniu 20 września 2015 roku zwolniony z funkcji trenera po porażce z Wisłą Kraków 0 - 6. W 2016 roku wrócił do Znicza Pruszków, z którego odszedł rok później. W 2018 roku po prawie 3-letniej przerwie wrócił do Olimpii Grudziądz.

## Życie prywatne
Ma córkę oraz syna Patryka (ur. 1993), który także został piłkarzem.